# Primera B Metropolitana
La Primera B Metropolitana o Primera B è una delle due divisioni regionali che compongono la terza serie del calcio argentino. L'altra divisione è il Torneo Federal A.
Vi prende parte un numero variabile di club provenienti dalla città di Buenos Aires, dalla sua area metropolitana e dalla città di Rosario.

## Formato
La Primera B Metropolitana consiste in un torneo unico con girone all'italiana, nel quale i 17 club partecipanti si affrontano due volte a vicenda in partite di andata e ritorno.
Il vincitore del torneo viene promosso direttamente in Primera B Nacional, mentre le squadre classificate dal 2º al 5º posto danno luogo ad una serie di playoff con partite di andata e ritorno (Torneo Reducido), che decreta l'altra compagine promossa in seconda serie. Le due squadre ultime classificate vengono retrocesse in Primera C Metropolitana.

## Storia
La Primera B Metropolitana nasce con il nome di Segunda División nel 1899 come campionato di seconda fascia all'interno della piramide calcistica argentina, ospitando anche squadre giovanili o riserve dei club di Primera División, con la quale fu stabilito un sistema di promozioni e retrocessioni a apartire dal 1906.
Nel 1910 la federazione calcistica dell'Argentina diede vita alla Division Intermedia, stabilendola come campionato di secondo livello, retrocedendo la Segunda División alla terza fascia. Questi anni videro anche la formazione di una federazione dissidente parallela, la Asociación Amateurs de Football, i cui tornei sono chiamati Extra. Quando la AAmF e la AAF si fusero nel 1926, la struttura del campionato conobbe un'altra riforma, e dal 1927 il campionato tornò ad occupare il secondo livello con il nome di Primera División Secciòn B, scambiandosi di posto con la Division Intermedia.
Nel 1986 la federazione varò un'altra riforma, creando la Primera B Nacional, nuovo secondo livello del campionato nazionale, mentre la Segunda División fu ribattezzata Primera B Metropolitana, venendo disputata dalle sole squadre provenienti dall'area metropolitana di Buenos Aires.

### Livello del campionato
Dalla sua fondazione nel 1899 la federazione ha cambiato diverse volte il suo nome e la sua collocazione nella piramide calcistica argentina.
| Anni         | Livello | Promozione verso    | Retrocessione verso     |
| ------------ | ------- | ------------------- | ----------------------- |
| 1899-1910    | 2       | Primera División    | -                       |
| 1911-1926    | 3       | Division Intermedia | Tercera División        |
| 1927-1985    | 2       | Primera División    | Tercera División        |
| 1986-attuale | 3       | Primera B Nacional  | Primera C Metropolitana |

## Squadre partecipanti
Stagione 2025.
- Acassuso
- Argentino (M)
- Argentino (Q)
- Brown (A)
- Cañuelas
- Comunicaciones
- Dep. Armenio
- Dep. Laferrere
- Dep. Merlo
- Dock Sud
- Excursionistas
- Ferrocarril Midland
- Flandria
- Fénix
- Liniers
- Real Pilar
- Sacachispas
- San Martín (B)
- Sp. Italiano
- UAI Urquiza
- Villa Dálmine
- Villa San Carlos

## Albo d'oro

### Segunda División (Livello 2)
| Stagione | Campione          | Secondo posto       |
| -------- | ----------------- | ------------------- |
| 1899     | Banfield          | English H.S.        |
| 1900     | Banfield          | English H.S. II     |
| 1901     | Barracas AC       | Belgrano AC II      |
| 1902     | Belgrano AC II    | Estudiantes (BA)    |
| 1903     | Barracas AC II    | Estudiantes (BA)    |
| 1904     | Barracas AC II    | Alumni II           |
| 1905     | América           | Belgrano AC         |
| 1906     | Estudiantes (BA)  | Estudiantil Porteño |
| 1907     | Nacional Floresta | River Plate         |
| 1908     | River Plate       | Racing Club         |
| 1909     | Gimnasia (BA)     | San Isidro          |
| 1910     | Racing Club       | Boca Juniors        |

### Segunda División (Livello 3)
| Stagione | Campione               | Secondo posto  |
| -------- | ---------------------- | -------------- |
| 1911     | Riachuelo              | -              |
| 1912     | Banfield               | -              |
| 1912 FAF | Tigre                  | -              |
| 1913     | Ferro Carril Oeste     | -              |
| 1913 FAF | Estudiantes (LP)       | -              |
| 1914     | San Lorenzo            | Germinal       |
| 1914 FAF | Tigre                  | -              |
| 1915     | Martínez               | -              |
| 1916     | Huracán                | San Telmo      |
| 1917     | Sp. Palermo            | Almagro        |
| 1918     | San Fernando           | Del Plata      |
| 1919     | El Porvenir            | -              |
| 1919 AAm | Sp. Barracas           | -              |
| 1920     | Sp. Avellaneda         | -              |
| 1920 AAm | Oriente del Sud        | -              |
| 1921     | Huracán                | -              |
| 1921 AAm | Villa Crespo           | Rañó           |
| 1922     | Central Argentino (SM) | -              |
| 1922 AAm | Nacional Adrogué       | -              |
| 1923     | Bristol                | -              |
| 1923 AAm | Acassuso               | -              |
| 1924     | Leandro N. Alem        | -              |
| 1924 AAm | Racing Club            | -              |
| 1925     | Sp. Balcarce           | -              |
| 1925 AAm | Perla del Plata        | Sp. Palermo    |
| 1926     | Libertad               | Mariano Moreno |
| 1926 AAm | Racing Club            | Villa Fischer  |

### Primera B (Livello 2)
| Stagione | Campione          | Secondo posto |
| -------- | ----------------- | ------------- |
| 1927     | El Porvenir       | Argentino (B) |
| 1928     | Colegiales        | Temperley     |
| 1929     | Honor y Patria    | Porteño       |
| 1930     | Nueva Chicago     | All Boys      |
| 1931     | Liberal Argentino | All Boys      |
| 1932     | Dock Sud          | Sp. Balcarce  |

### Segunda División (Livello 2)
| Stagione | Campione                                          | Secondo posto                                     |
| -------- | ------------------------------------------------- | ------------------------------------------------- |
| 1933     | Ramsar                                            | 25 de Mayo                                        |
| 1934     | Bella Vista (T)                                   | Los Andes                                         |
| 1934 LAF | River Plate II                                    | San Lorenzo II                                    |
| 1935     | Estudiantes (LP) II                               | Independiente II                                  |
| 1936     | Boca Juniors II                                   | San Lorenzo II                                    |
| 1937     | Almagro                                           | Excursionistas                                    |
| 1938     | Argentino (Q)                                     | Quilmes                                           |
| 1939     | Banfield                                          | All Boys                                          |
| 1940     | Argentinos Juniors                                | Acassuso                                          |
| 1941     | Chacarita Juniors                                 | Colegiales                                        |
| 1942     | Rosario Central                                   | Excursionistas                                    |
| 1943     | Vélez Sarsfield                                   | Unión (SF)                                        |
| 1944     | Gimnasia (LP)                                     | Tigre                                             |
| 1945     | Tigre                                             | Argentino (R)                                     |
| 1946     | Banfield                                          | Gimnasia (LP)                                     |
| 1947     | Gimnasia (LP)                                     | Quilmes                                           |
| 1948     | Cancellato a causa di uno sciopero dei calciatori | Cancellato a causa di uno sciopero dei calciatori |

### Primera División B (Livello 2)
| Stagione | Campione            | Secondo posto       |
| -------- | ------------------- | ------------------- |
| 1949     | Quilmes             | Colón (SF)          |
| 1950     | Lanús               | Colón (SF)          |
| 1951     | Rosario Central     | Colón (SF)          |
| 1952     | Gimnasia (LP)       | Tigre               |
| 1953     | Tigre               | Atlanta             |
| 1954     | Estudiantes (LP)    | Argentinos Juniors  |
| 1955     | Argentinos Juniors  | Unión (SF)          |
| 1956     | Atlanta             | Central Córdoba (R) |
| 1957     | Central Córdoba (R) | Platense            |
| 1958     | Ferro Carril Oeste  | Nueva Chicago       |
| 1959     | Chacarita Juniors   | Quilmes             |
| 1960     | Los Andes           | Tigre               |
| 1961     | Quilmes             | Banfield            |
| 1962     | Banfield            | Platense            |
| 1963     | Ferro Carril Oeste  | Sarmiento (J)       |
| 1964     | Lanús               | Platense            |
| 1965     | Colón (SF)          | Quilmes             |
| 1966     | Unión (SF)          | Argentino (Q)       |
| 1967     | Def. de Belgrano    | Tigre               |
| 1968     | Almagro             | Nueva Chicago       |
| 1969     | Ferro Carril Oeste  | San Telmo           |
| 1970     | Ferro Carril Oeste  | Almirante Brown     |
| 1971     | Lanús               | Arsenal Sarandí     |
| 1972     | All Boys            | Almirante Brown     |
| 1973     | Banfield            | Temperley           |
| 1974     | Temperley           | Unión (SF)          |
| 1975     | Quilmes             | San Telmo           |
| 1976 I   | Platense            | Lanús               |
| 1976 II  | Lanús               | Almirante Brown     |
| 1977     | Estudiantes (BA)    | Los Andes           |
| 1978     | Ferro Carril Oeste  | Almirante Brown     |
| 1979     | Tigre               | Sp. Italiano        |
| 1980     | Sarmiento (J)       | Atlanta             |
| 1981     | Nueva Chicago       | Quilmes             |
| 1982     | San Lorenzo         | Atlanta             |
| 1983     | Atlanta             | Chacarita Juniors   |
| 1984     | Dep. Español        | Def. de Belgrano    |
| 1985     | Rosario Central     | San Miguel          |

### Primera B Metropolitana (Livello 3)
| Stagione | Campione                               | Secondo posto                          |
| -------- | -------------------------------------- | -------------------------------------- |
| 1986-87  | Quilmes                                | Almirante Brown                        |
| 1987-88  | Talleres (RdE)                         | Almagro                                |
| 1988-89  | Villa Dálmine                          | Argentino (R)                          |
| 1989-90  | Deportivo Morón                        | Atlanta                                |
| 1990-91  | Central Córdoba (R)                    | Almagro                                |
| 1991-92  | Ituzaingó                              | Los Andes                              |
| 1992-93  | All Boys                               | Sarmiento (J)                          |
| 1993-94  | Chacarita Juniors                      | Los Andes                              |
| 1994-95  | Atlanta                                | Tigre                                  |
| 1995-96  | Sp. Italiano                           | Estudiantes (BA)                       |
| 1996-97  | Defensa y Justicia                     | San Miguel                             |
| 1997-98  | El Porvenir                            | Tigre                                  |
| 1998-99  | Argentino (R)                          | Temperley                              |
| 1999-00  | Estudiantes (BA)                       | Sarmiento (J)                          |
| 2000-01  | Def. de Belgrano                       | Temperley                              |
| 2001-02  | Dep. Español                           | Ferro Carril Oeste                     |
| 2002-03  | Ferro Carril Oeste                     | All Boys                               |
| 2003-04  | Sarmiento (J)                          | Atlanta                                |
| 2004-05  | Tigre                                  | Platense                               |
| 2005-06  | Platense                               | Deportivo Morón                        |
| 2006-07  | Almirante Brown                        | Estudiantes (BA)                       |
| 2007-08  | All Boys                               | Los Andes                              |
| 2008-09  | Sp. Italiano                           | Dep. Merlo                             |
| 2009-10  | Almirante Brown                        | Sarmiento (J)                          |
| 2010-11  | Atlanta                                | Estudiantes (BA)                       |
| 2011-12  | Sarmiento (J)                          | Nueva Chicago                          |
| 2012-13  | Villa San Carlos                       | Platense                               |
| 2013-14  | Nueva Chicago                          | Temperley                              |
| 2014     | Chacarita Juniors                      | Los Andes                              |
| 2015     | Brown (A)                              | Estudiantes (BA)                       |
| 2016     | Flandria                               | Atlanta                                |
| 2016-17  | Deportivo Morón                        | Dep. Riestra                           |
| 2017-18  | Platense                               | Estudiantes (BA)                       |
| 2018-19  | Barracas Central                       | Atlanta                                |
| 2019-20  | Competizione annullata per il Covid-19 | Competizione annullata per il Covid-19 |
| 2020     | Almirante Brown                        | J.J. de Urquiza                        |
| 2021     | Flandria                               | Colegiales                             |
| 2022     | Def. Unidos                            | Villa San Carlos                       |
| 2023     | Talleres (RdE)                         | San Miguel                             |
| 2024     | Colegiales                             | Los Andes                              |